# Nederlandse Omroep Stichting

Derzeitiges Logo des NOS (seit dem 17. Dezember 2005)

Die Nederlandse Omroep Stichting (NOS; deutsch Niederländische Rundfunkstiftung) ist eine Rundfunkanstalt innerhalb des Publieke Omroep, dem öffentlich-rechtlichen Rundfunk der Niederlande. NOS war früher der Name des Publieke Omroep selbst.
Die NOS ist der durch die niederländische Regierung beauftragte öffentlich-rechtliche Zulieferer für die Nachrichten, Sportnachrichten, Sendungen aus dem Parlament, Sendungen zu aktuellen Ereignissen und dem Wetter auf den Fernsehsendern NPO 1, NPO 2 und NPO 3 und dem Radiosender NPO Radio 1 des Publieke Omroep. Die NOS ist kein eigenständiger Fernseh- oder Radiosender.
Außerdem ist die NOS auch für die Nachrichten des Internetangebotes und des Teletextes des Publieke Omroep zuständig und produziert auch die Seite Nos.nl. Die NOS produziert auch den digitalen Sender Journaal 24 des Internetangebots Nederland 4. Diverse Programme wie die Nachrichten werden auch über Satellit im Rahmen des belgisch-niederländischen Senders BVN ausgestrahlt.

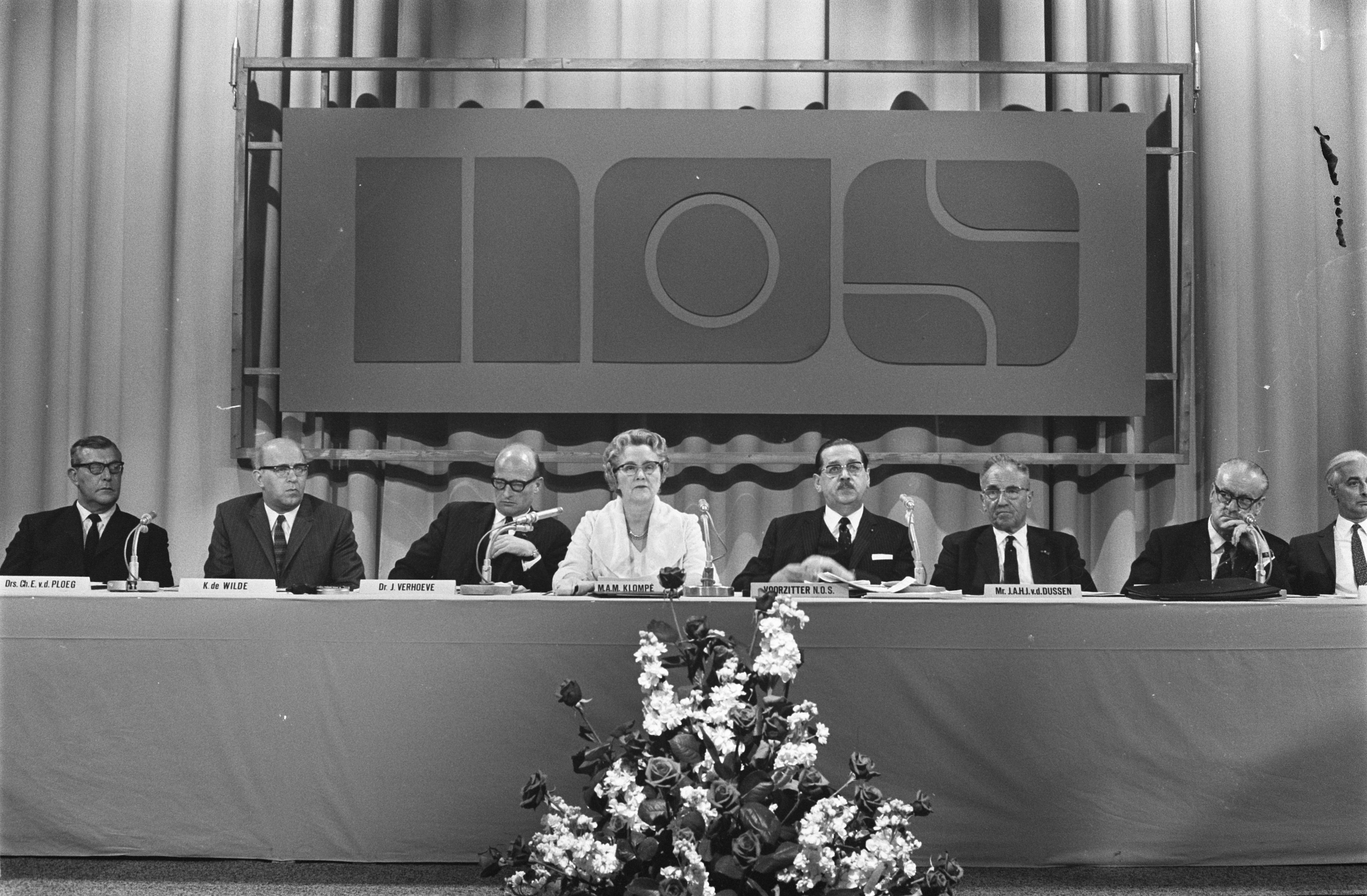
Ehemaliges Logo des NOS-Dachmarke (vom 29. Mai 1969 bis zum 16. Dezember 2005)

## Geschichte
Toningenieure des NOS-Rundfunks entwickelten auch ein Hauptmikrofonsystem für die Tonaufnahme in Äquivalenzstereofonie (gemischter Stereofonie) für Stereo-Lautsprecherwiedergabe, das unter dem Namen NOS-Stereosystem bekannt wurde.
Der niederländische Auslandsdienst Radio Nederland Wereldomroep (RNW) gehört selbst nicht zu NOS. Er wird vom niederländischen Staat getragen. Seit 2010 wurde jedoch die Zusammenarbeit zwischen RNW und dem Inlandsrundfunk NOS verstärkt.

### Geiselnahme im Januar 2015
Am 29. Januar 2015 drang ein Mann kurz vor dem NOS Journaal um zwanzig Uhr mit einer (unechten) Schusswaffe in das Gebäude der NOS ein. Er forderte Sendezeit, um über „Dinge von weltweiter Bedeutung“ zu sprechen. Der Mann nahm einen Mitarbeiter der NOS als Geisel und ließ sich von ihm in ein Studio führen. Dort wurde die Geiselnahme komplett aufgezeichnet. Währenddessen wurde das komplette NOS-Gebäude evakuiert. Nach etwa fünf Minuten erreichte die Polizei das Sendestudio und der Geiselnehmer wurde durch die Beamten kampflos überwältigt. Der Sender stellte eine Stunde lang den Betrieb ein und zeigte stattdessen ein Standbild, während das Gebäude durchsucht wurde. Es war das erste Mal in der Geschichte, dass eine Abendausgabe des NOS Journaal nicht gesendet werden konnte. Der Sendebetrieb wurde gegen 21 Uhr aus einem NOS-Studio in Den Haag weitergeführt, zunächst mit dem Ausstrahlen der aufgezeichneten Geiselnahme.
In der Nacht auf den 30. Januar stellte sich heraus, dass der Geiselnehmer ein 19 Jahre alter Chemiestudent namens Tarik Z. aus Pijnacker in der Provinz Südholland ist. Er behauptete, zu einer Hackergruppe zu gehören und insgesamt acht Sprengsätze mit radioaktivem Inhalt in den Niederlanden verteilt zu haben.
Am 3. Juli 2015 wurde Tarik Z. zu einem Gefängnisaufenthalt von 15 Monaten verurteilt. Zusätzlich darf er sich dem Mediapark Hilversum, wo sich unter anderem das Funkhaus der NOS befindet, nur auf fünf Kilometer nähern und muss seiner Geisel eine Summe in Höhe von 5000 Euro zahlen.

### Anfeindungen von Corona-Leugnern
Der Koordinator für Sicherheit und Terrorismusbekämpfung (NCTV) im Niederländischen Justizministerium bezog erstmals im Oktober 2020 Journalisten in seine Bedrohungsanalyse ein. Gerade die kritisch berichtenden Journalisten der NOS seien seit dem Ausbruch des Coronavirus bei Coronaleugner-Demonstrationen besonders von Anfeindungen betroffen.

## Von der NOS produzierte Sendungen
- NOS Journaal
- NOS op 3
- NOS Jeugdjournaal
- NOS Evenementen
- Nieuwsuur
- NOS Studio Sport
- NOS Studio Voetbal
- NOS Studio Sportzomer
- NOS Sportjournaal
- NOS Den Haag Vandaag

Seit dem 17. Dezember 2005 heißen auch die Hörfunk-Nachrichten einiger Sender im NPO NOS Journaal. Vorher war der Name NOS Radionieuws. Danach wurde auch der Name NOS in jeder Sendung verwendet.
- NOS Journaal
- NOS Radio 1 Journaal
- NOS Langs de Lijn
- Met het Oog op Morgen